# Provinz Guelma
Die Provinz Guelma (arabisch ولاية قالمة, DMG Wilāyat Qālima, tamazight ⴰⴳⴻⵣⴷⵓ ⵏ ⴳⴰⵍⵎⴰ Agezdu n Galma) ist eine Provinz (wilaya) im östlichen Algerien.
Die Provinz liegt nahe der tunesischen Grenze und umfasst das Umland der Stadt Guelma östlich von Constantine. Die Provinz hat eine Fläche von 3842 km².
Rund 470.000 Menschen (Schätzung 2006) bewohnen die Provinz, die Bevölkerungsdichte beträgt somit rund 122 Einwohnern pro Quadratkilometer.
Hauptstadt der Provinz ist Guelma.